# Distretto di Água Grande
Il distretto di Água Grande è un distretto di São Tomé e Príncipe situato sull'isola di São Tomé. Ha per capoluogo São Tomé, che è altresì capoluogo della provincia omonima e capitale dello stato nazionale.

## Società

### Evoluzione demografica
- 1940 8.431 (13,9% della popolazione nazionale)
- 1950 7.821 (13,0% della popolazione nazionale)
- 1960 9.586 (14,9% della popolazione nazionale)
- 1970 19.636 (26,6% della popolazione nazionale)
- 1981 32.375 (33,5% della popolazione nazionale)
- 1991 42.331 (36,0% della popolazione nazionale)
- 2001 51.886 (37,7% della popolazione nazionale)